# Copidosoma gibbosum
Copidosoma gibbosum är en stekelart som beskrevs av Sharkov 1988. Copidosoma gibbosum ingår i släktet Copidosoma och familjen sköldlussteklar. Inga underarter finns listade i Catalogue of Life.